# Acroceratitis siamensis
Acroceratitis siamensis är en tvåvingeart som först beskrevs av Munro 1935.  Acroceratitis siamensis ingår i släktet Acroceratitis och familjen borrflugor.
Artens utbredningsområde är Thailand. Inga underarter finns listade i Catalogue of Life.